# Hall and parlor house

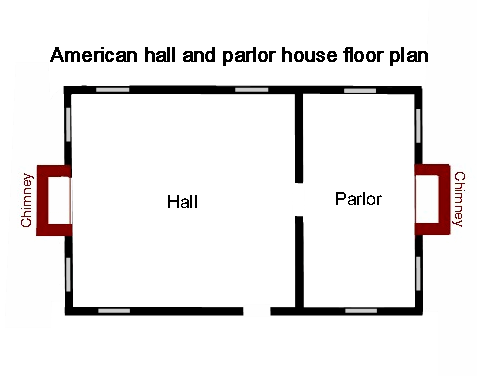
Piano terra di un modello di hall and parlor house.

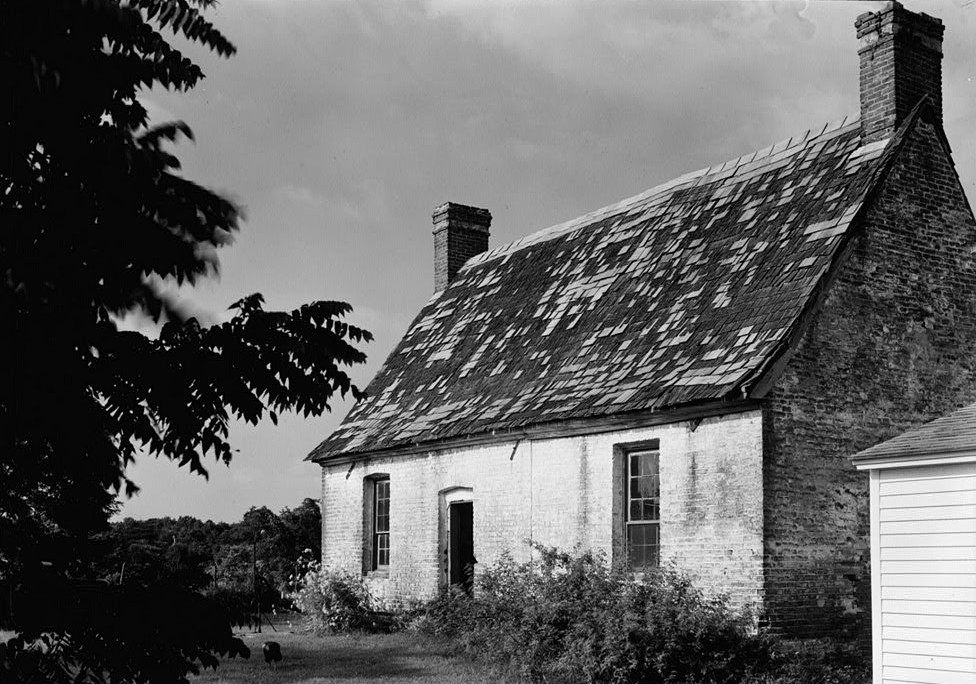
Un esempio di hall and parlor house del periodo coloniale statunitense: Resurrection Manor, presso Hollywood (Maryland), costruita nel 1660 circa e demolita nel 2002.

Col termine inglese di hall-and-parlor house si intende un tipo di casa vernacolare che si ritrova sia nell'architettura inglese del XIX secolo che in quella coloniale del nord America. Si presume che le sue forme siano derivate da altri modelli poi sviluppatisi nel nord America come ad esempio la Cape Cod house, la Saltbox house e la central-passage house, influenzando poi le successive I-houses. In Inghilterra divenne uno sviluppo più modesto delle medievali hall houses.

## Origini
Lo stile hall-and-parlor prevedeva una pianta di stile rettangolare a due stanze. Le prime strutture costruite in questo stile erano in legno. Molte persone non potevano permettersi una casa di grandi dimensioni, e disponevano di un unico vano   che spesso si trovava al piano terra. Tramezzare il vano unico consentiva di creare una piccola area sul retro chiamato parlor, una stanza privata che spesso accoglieva il letto. Nei primi esempi del genere, le stanze ricavate in tal modo potevano essere una o due, collegate tra loro con delle porte. Una porta conduceva poi verso l'esterno, e le sale più grandi erano quelle che si trovavano nella parte anteriore della casa. La sala principale aveva utilizzi multipli (come cucina, sala da pranzo o salotto), mentre il parlor era generalmente uno spazio privato della casa dedicato ad accogliere appunto la camera da letto.
Nell'architettura coloniale statunitense le hall and parlor houses erano solitamente composte da due soli ambienti. Il tetto era a gabbia. Nelle colonie del sud, la casa aveva in più due camini sui due lati della casa a differenza di quelle a nord che presentavano spesso un unico camino centrale. Le case erano spesso costruite in mattoni o pietra internamente e rivestite di legno esternamente, ma talvolta potevano essere interamente in mattoni. Le finestre erano spesso poste in maniera asimmetrica. Le dimensioni più comuni erano spesso 5-6 metri di larghezza per 6-12 metri di lunghezza dell'intera casa. Se la casa disponeva di un terrazzo o comunque di un ulteriore piano, la scala che vi conduceva era sempre interna all'abitazione ed era posta nella sala principale.
Gli storici dell'architettura ritengono che le central-passage house si siano sviluppate dalle hall and parlor houses.

## Esempi
Lo stile hall-and-parlor divenne particolarmente diffuso nel XIX secolo nella contea di Williamson, nel Tennessee, con diversi esempi come la John Pope House, la Samuel Crockett House, la John Neely House e la John Crafton House.